# Beica de Sus, Mureș
Beica de Sus este un sat în comuna Beica de Jos din județul Mureș, Transilvania, România.

## Istoric
Prima atestare documentară a satului este din 1435.

## Biserica Sfinții Arhangheli

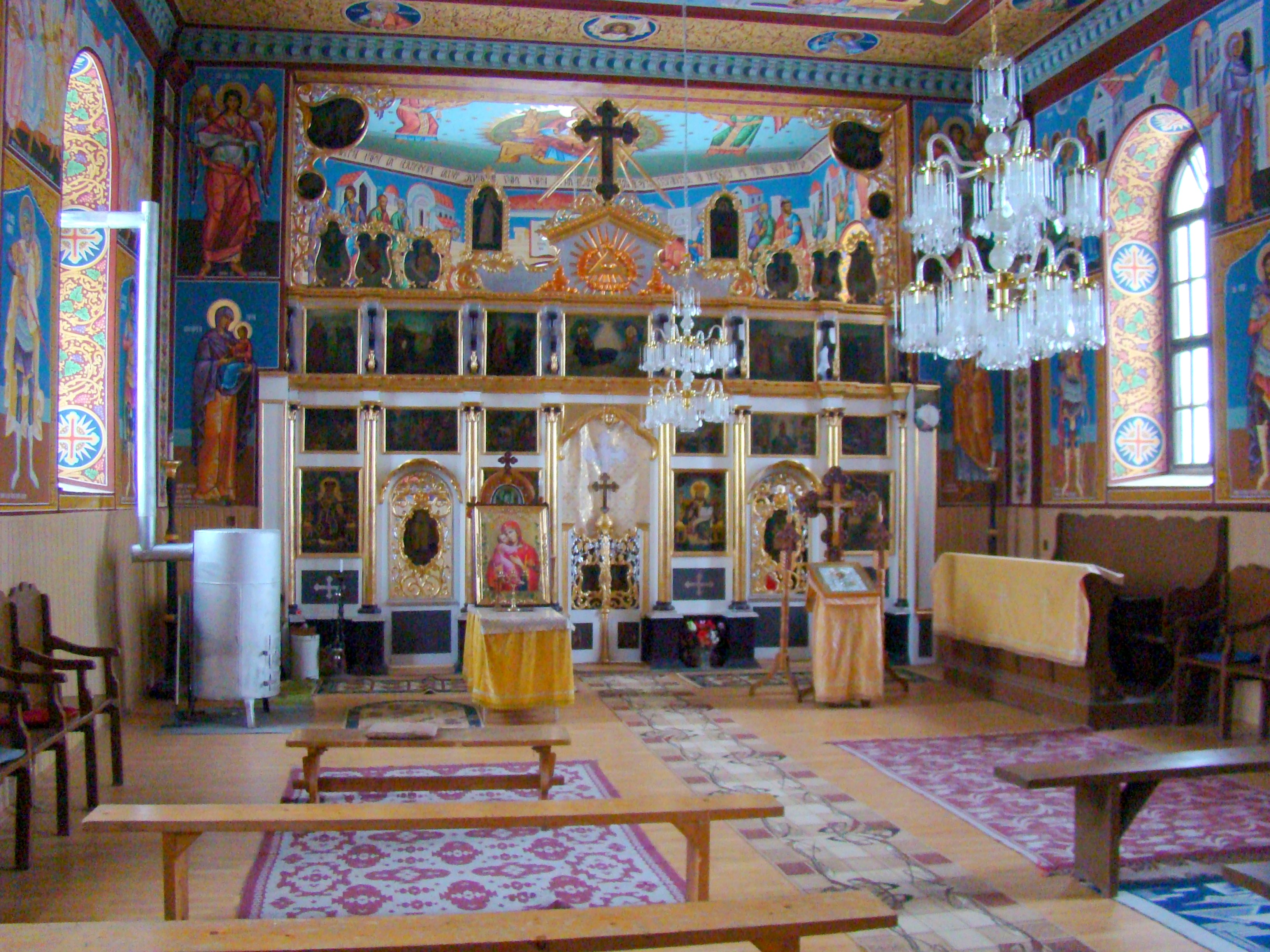
Nava spre iconostas

Biserica ortodoxă cu hramul „Sfinții Arhangheli” (construită între 1866-1869). În 2006 satul avea 270 de locuitori, fiind format dintr-un număr de 50 familii de ortodocși, cu un număr de 101 de oameni, 160 romi, 2 familii de adventiști și 6 familii de penticostali. Biserica este așezată puțin mai la est de centrul satului, construită din cărămida, între anii 1866-1869. Până la această dată credincioșii frecventau biserica din Beica de Jos. 
Biserica s-a construit în timpul preotului Dănilă Matei, arhitect fiind Joan Kenczel. La ridicarea  acesteia au contribuit prin muncă credincioși din sat, care erau în număr de 100 de familii, împreună cu Truță Andrei și soția Ana, ce a donat aproape întreaga sumă necesară construcției, precum și toată averea bisericii. Biserica are formă de navă, cu tavan la început, fără pictură în interior, cu iconostas sculptat în tehnica Beidell Maerr și pictat de Fridrick Pockatz. Sfințirea bisericii a avut loc la data de 26 octombrie 1869 de către Mitropolit Alexandru Sterca Sulutiu și Episcopul Ioan Vancea. 
Biserica a fost reparată de a lungul timpului în mai multe rânduri, turnul și acoperișul în 12 august 1922 de preotul Mihailă Marieșan, reparații interioare și exterioare între 1979-1983 de preotul Farcaș Vasile, apoi din 1999 și până în prezent (2006) s-au făcut o serie de reparații la interior și exterior, acoperiș, pregătire de pictură, pictură în tehnica tempera, de către pictorul Dunare Emil din Sărmașu. Biserica deține și obiecte de patrimoniu cum ar fi: Penticostar 1768, Poluslav 1808, Minologhion 1781, Octoih 1770, Octoi București 1731, Evanghelie 1785.

## Imagini

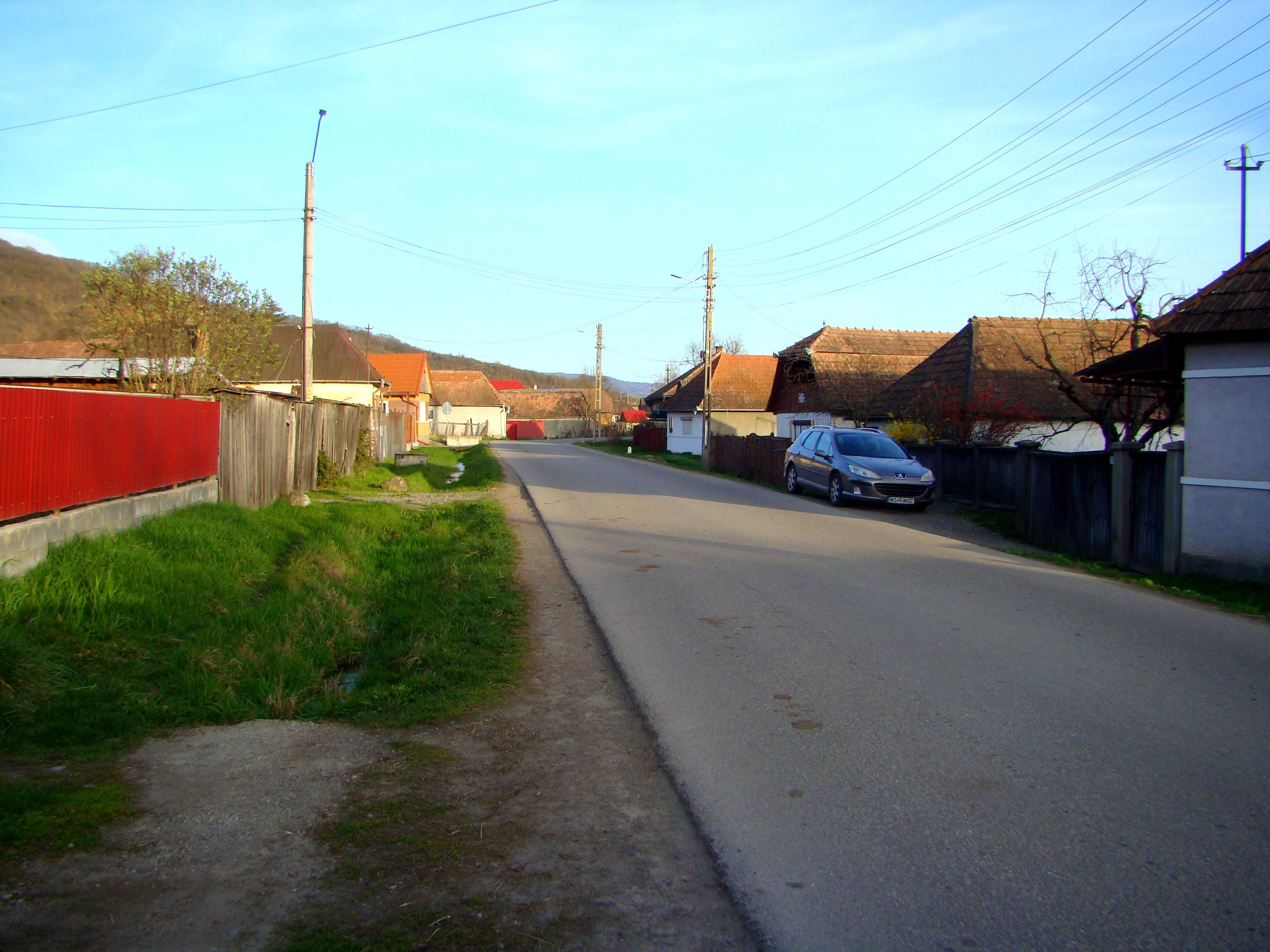
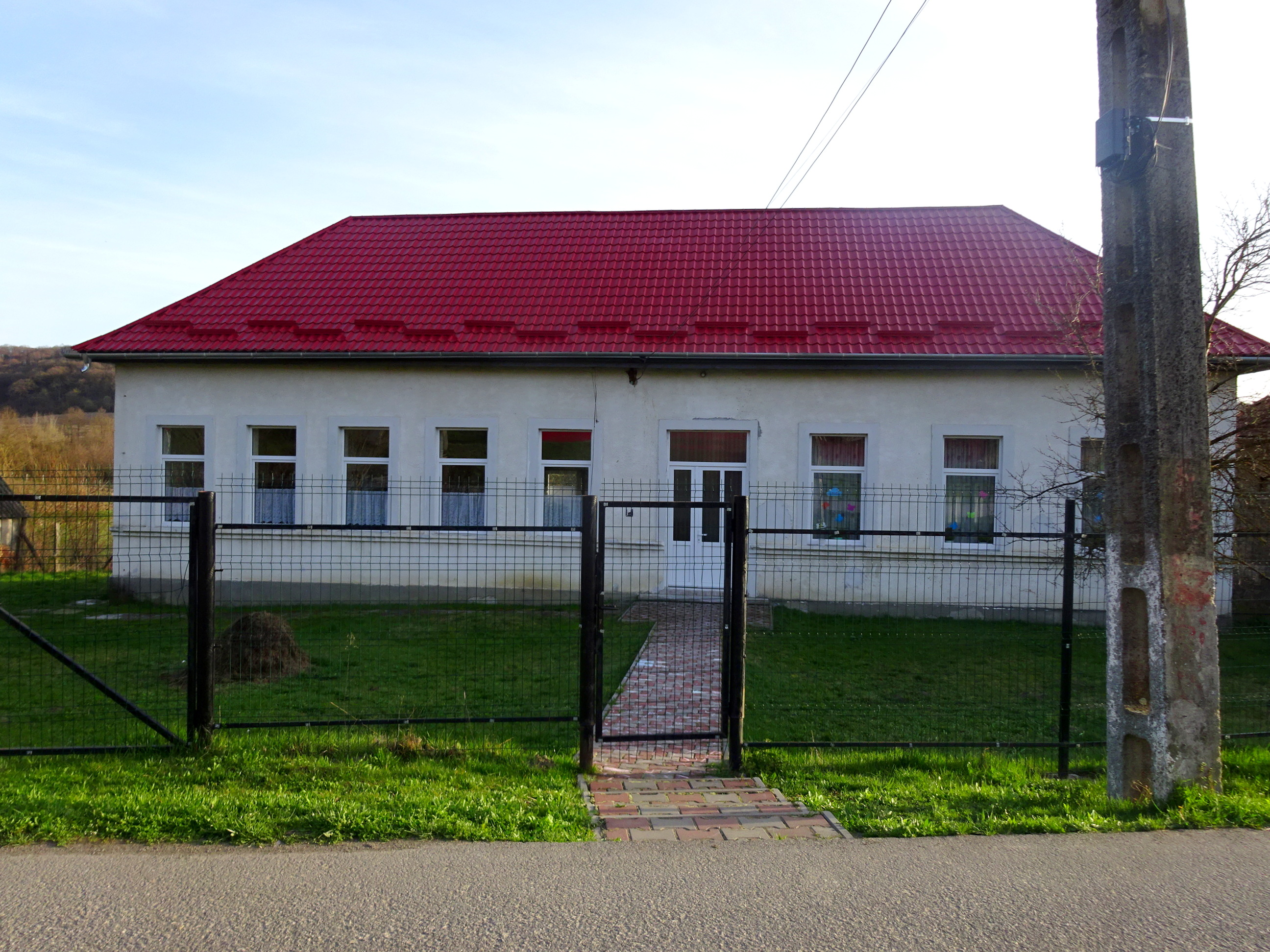
Grădinița
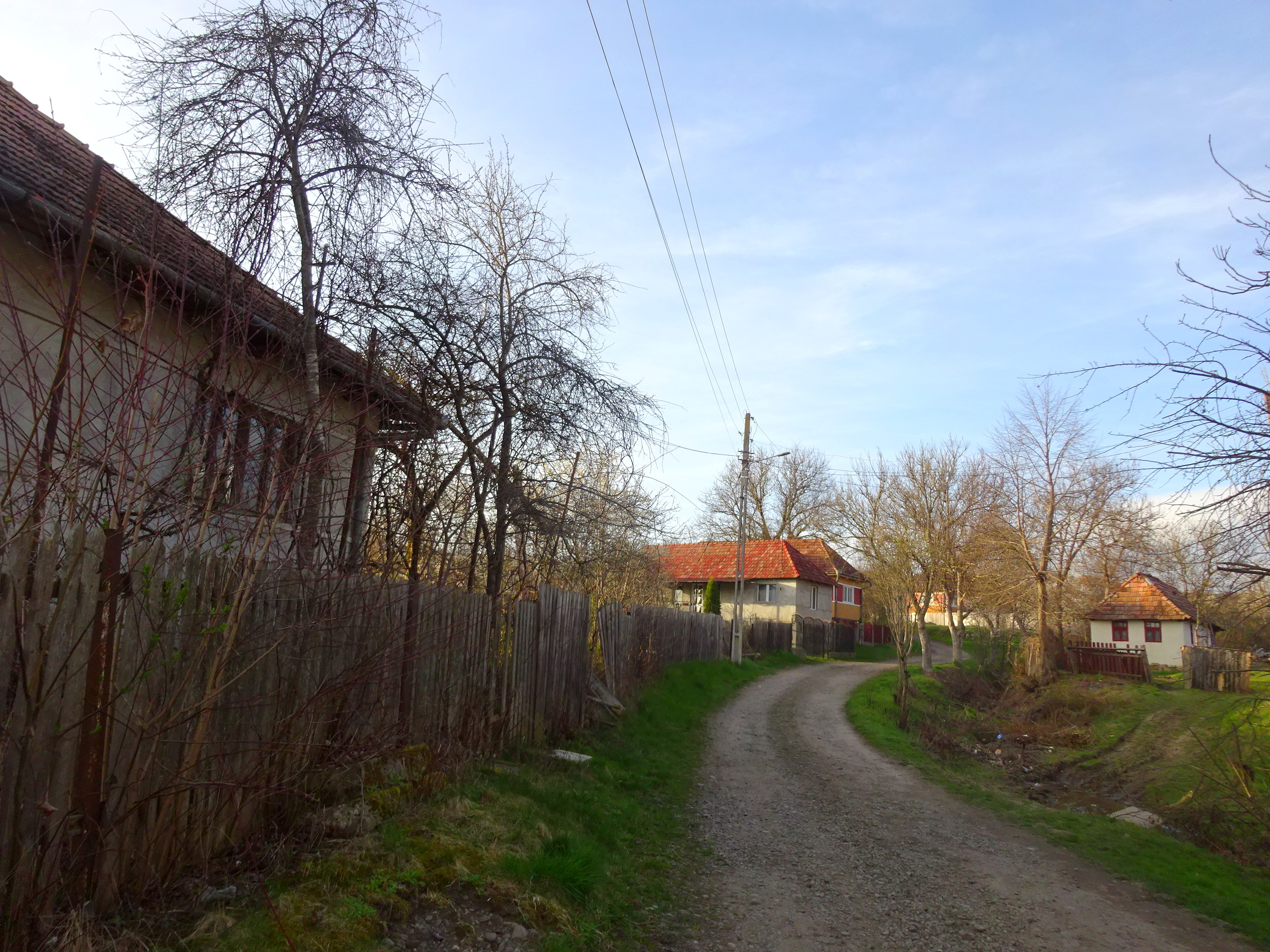
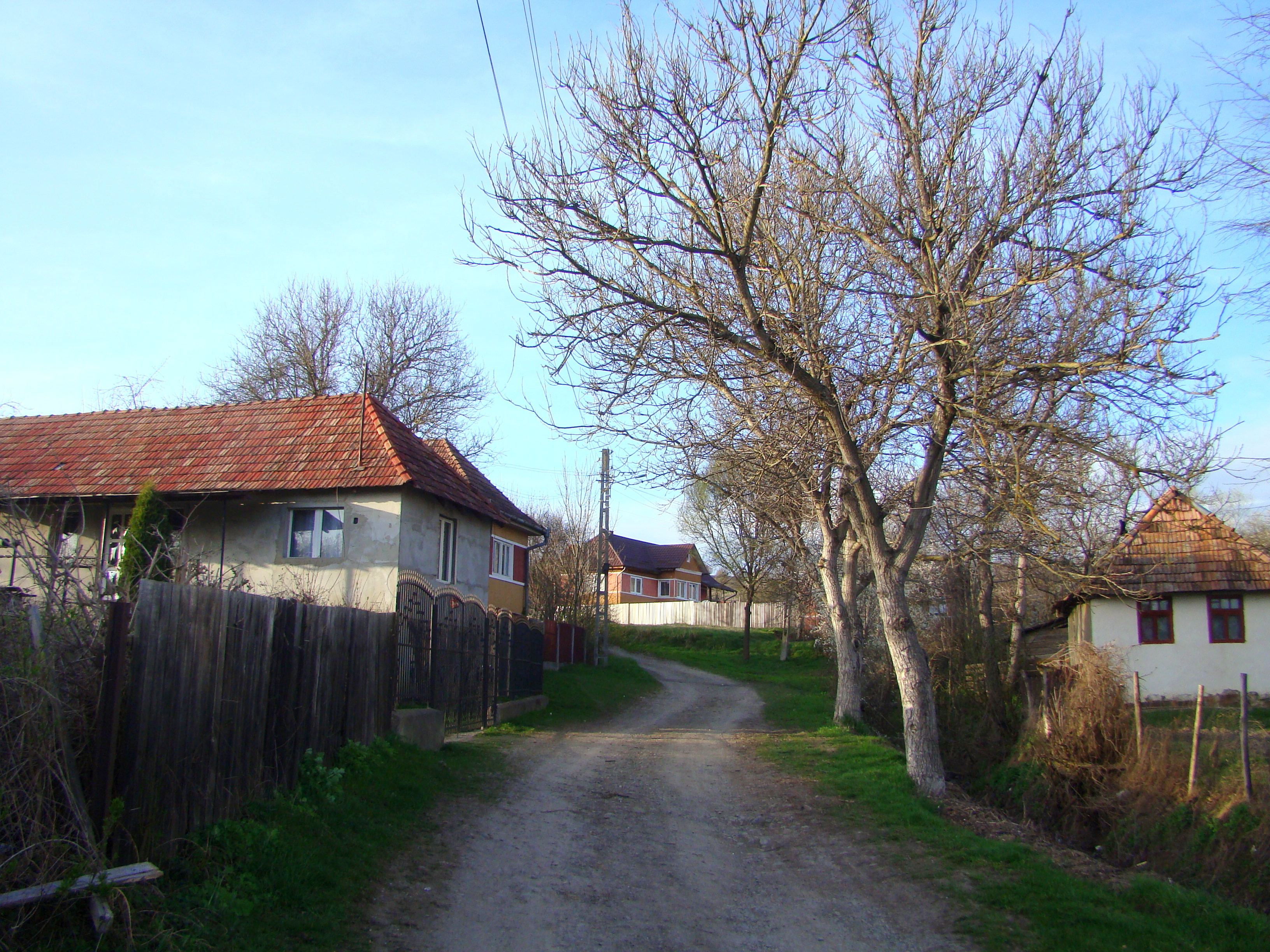
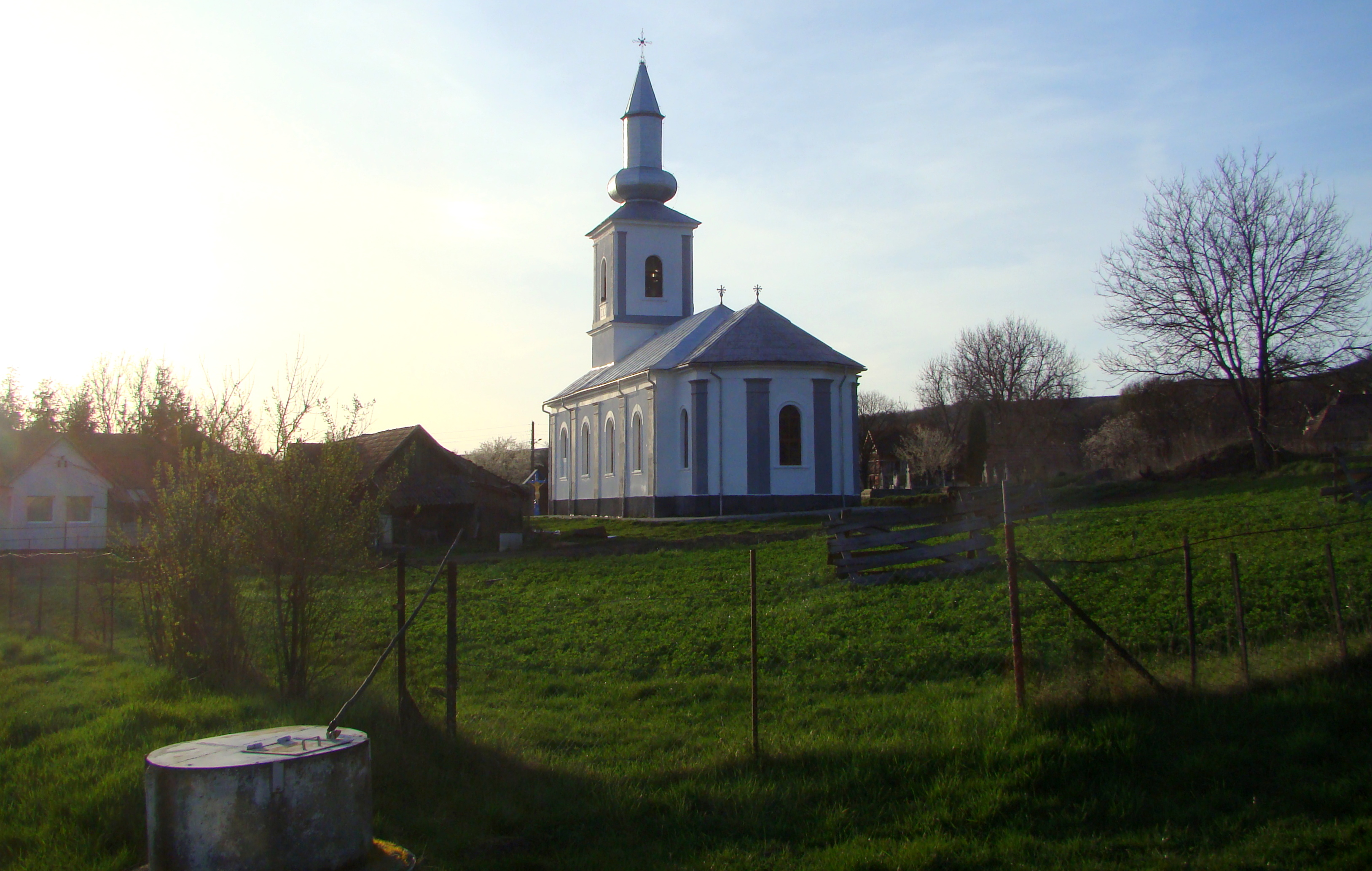
Biserica Sfinții Arhangheli
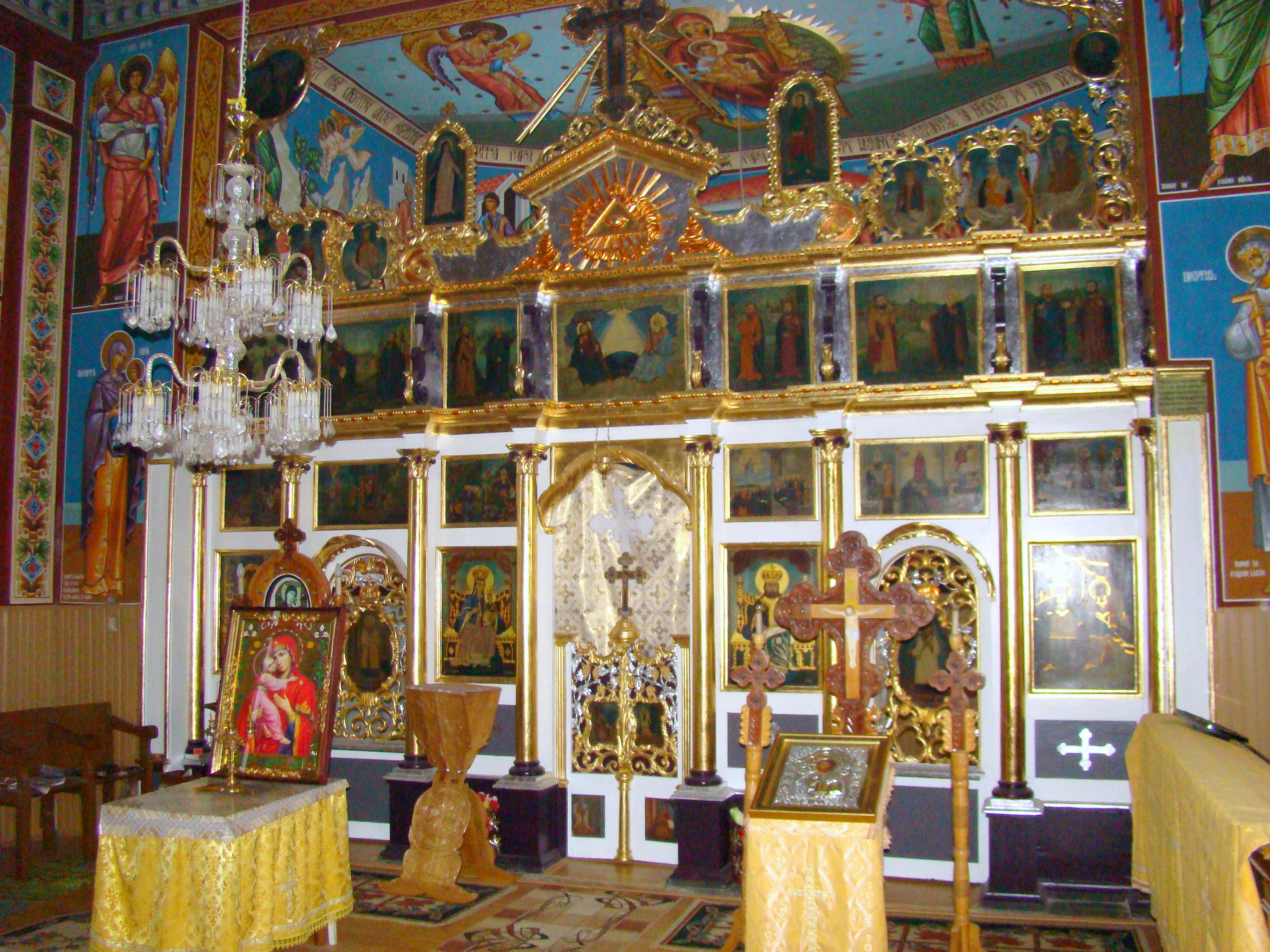
Iconostasul bisericii Sfinții Arhangheli
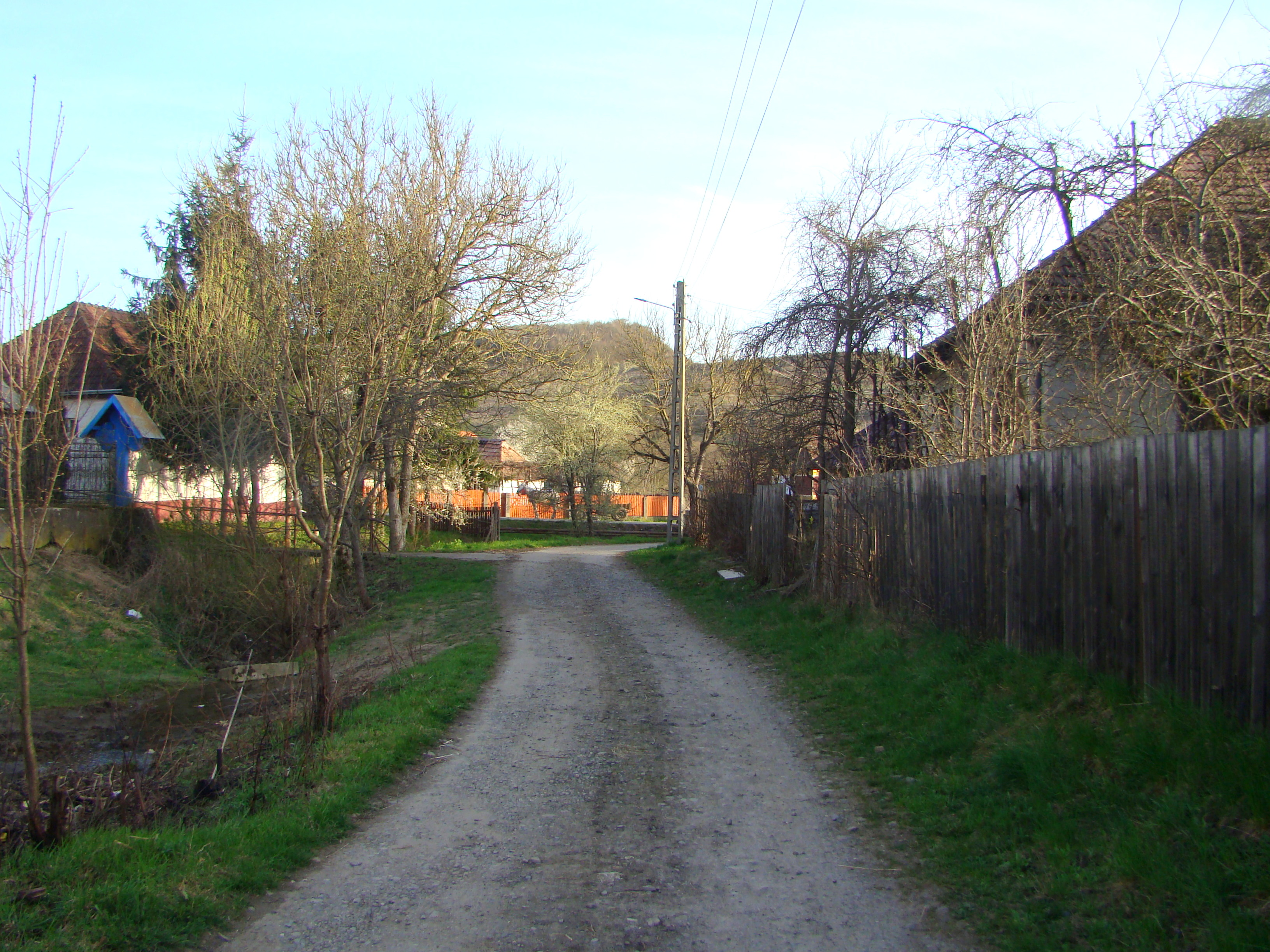